# Jolene Anderson
Jolene Nancy Anderson (Port Wing, 22 luglio 1986) è una cestista statunitense, professionista nella WNBA.

## Carriera
È stata selezionata dalle Connecticut Sun al secondo giro del Draft WNBA 2008 (23ª scelta assoluta).
Ha fatto parte del roster di Schio, campione d'Italia il 4 maggio 2014.

## Palmarès
- Campionato italiano: 4
Pall. F. Schio: 2013-14, 2014-15, 2015-16, 2017-18
- Supercoppa italiana: 5
Pall. F. Schio: 2013-14, 2014-15, 2015-16, 2016-17, 2017-18
- Coppa Italia: 4
Pall. F. Schio: 2013-14, 2014-15, 2016-17, 2017-18